# Åsens by

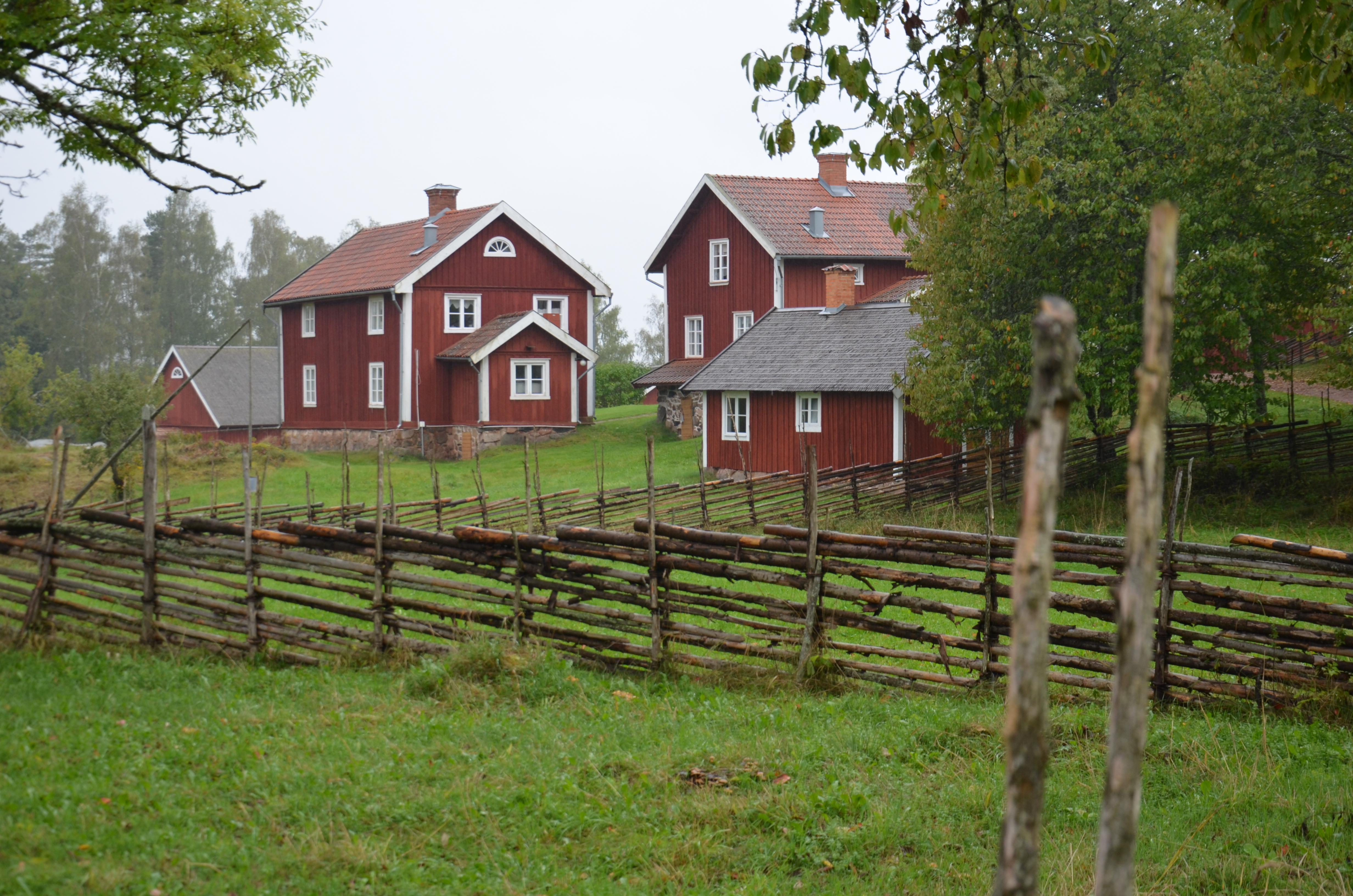
Museumsdor Åsens by

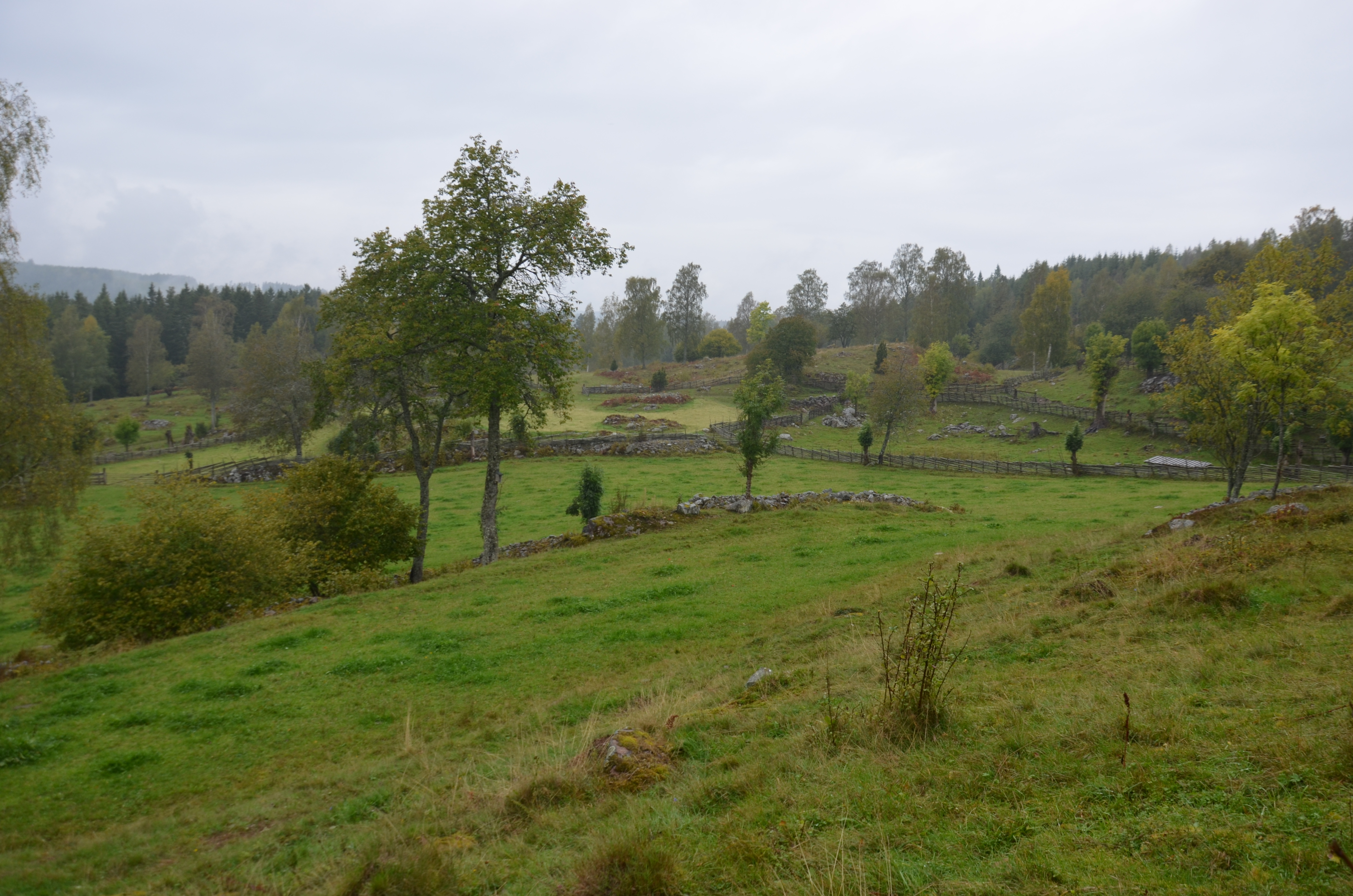
Åsens by Naturreservat

Åsens by ist ein Freilichtmuseum in der schwedischen Provinz Jönköpings län. Das Museum, gelegen im Weiler Åsen als Teil des Småort Haurida in der schwedischen Gemeinde Aneby, zeigt, wie ein småländisches Dorf um das Jahr 1900 ausgesehen haben könnte. Das Museum ist seit dem Jahr 2000 als Kulturschutzgebiet ausgewiesen und liegt inmitten eines 1997 gegründeten Naturschutzgebiets.
Åsen wurde 1455 erstmals urkundlich erwähnt. Heute besteht das Museum aus einem Wohnhaus, einer Scheune und einer Brauerei mit einem Nebengebäude. Diese wurden im Zustand der frühen 1900er Jahre erhalten und um 1990 renoviert. Andere Häuser dienen als Café, Spielscheune für Kinder, als Jugendherberge und als Konferenzraum. Das Museum wird in den Sommermonaten der Landwirtschaftstechnik um 1900 bewirtschaftet. Auf dem Weideland grasen Kühe, Schafen und Ziegen, die – wie auch die Schweine und die Hühner – schwedischen Landrassen angehören. Die Obstgärten wurden in Zusammenarbeit mit der nordischen Genbank und anderen Obstbaumgenbanken mit alten lokalen Sorten konzipiert und realisiert. Um das Museum gibt es Wanderwege, unter anderem auf den 315 m hohen Berg Utsiktsberget.
Åsens by wird von der Stiftung Kulturreservat Åsens by, mit finanzieller Unterstützung des Riksantikvarieämbetet, der Provinzialregierung von Jönköpings län und der Gemeinde Aneby erhalten.